# Polnische Badmintonmeisterschaft 2012
Die Polnische Badmintonmeisterschaft 2012 fand vom 2. bis zum 5. Februar 2012 in Białystok statt. Es war die 48. Austragung der Titelkämpfe.

## Medaillengewinner
| Disziplin    | Gold                                                                                       | Silber                                                                                          | Bronze |
| ------------ | ------------------------------------------------------------------------------------------ | ----------------------------------------------------------------------------------------------- | --- |
| Herreneinzel | Przemysław Wacha (Technik Głubczyce)                                                       | Rafał Hawel (Piast Słupsk)                                                                      | Michał Rogalski (Hubal Białystok) Dariusz Zięba (LUKS Badminton Choroszcz)                                                                                         |
| Dameneinzel  | Kamila Augustyn (Piast Słupsk)                                                             | Weronika Grudzina (MLKS Solec Kujawski)                                                         | Aneta Wojtkowska (Technik Głubczyce) Aleksandra Wałaszek (Technik Głubczyce)                                                                                       |
| Herrendoppel | Robert Mateusiak (Hubal Białystok) Michał Łogosz (SKB Litpol-Malow Suwałki)                | Łukasz Moreń (SKB Litpol-Malow Suwałki) Wojciech Szkudlarczyk (LKS Technik Głubczyce)           | Hubert Pączek (AZS AGH Kraków) Michał Rogalski (Hubal Białystok) Adrian Dziółko (Hubal Białystok) Patryk Szymoniak (Hubal Białystok)                               |
| Damendoppel  | Natalia Pocztowiak (Technik Głubczyce) Agnieszka Wojtkowska (Technik Głubczyce)            | Kamila Augustyn (SKB Litpol-Malow Suwałki) Joanna Szleszyńska-Łogosz (SKB Litpol-Malow Suwałki) | Aleksandra Wałaszek (Technik Głubczyce) Aneta Wojtkowska (Technik Głubczyce) Monika Bieńkowska (LUKS Badminton Choroszcz) Ewa Jarocka-Burniewicz (Hubal Białystok) |
| Mixed        | Wojciech Szkudlarczyk (LKS Technik Głubczyce) Agnieszka Wojtkowska (LKS Technik Głubczyce) | Jacek Kołumbajew (AZS UW Warschau) Martyna Poprzeczko (LKS Naprzód Zielonki)                    | Łukasz Moreń (SKB Litpol-Malow Suwałki) Natalia Pocztowiak (Technik Głubczyce) Wojciech Buczyński (UKS Sokół Ropczyce) Anna Belicka (MKS Orlicz Suchedniów)        |